# Romaric (saint)
Saint Romaric (dit aussi Romary ou Remiré), mort en 653, a fondé le monastère dit Le Saint-Mont ou mont Habend et lui a donné son nom ainsi qu'à la ville de Remiremont qui s'est développée autour. Selon le martyrologe romain, il est fêté le 8 décembre, après avoir eu sa fête célébrée le 10 décembre selon certains auteurs. Le calendrier ecclésiastique orthodoxe le fête également le 8 décembre.

## Biographie
Père de famille, ancien courtisan du roi d’Austrasie Thibert II, il était leude mais demeurait à la cour de Metz, ce qui signifie qu’il avait un lien personnel de servitude avec cette cour. Il vit d’ailleurs ses biens confisqués par les partisans de la reine Brunehilde.
Né en Austrasie aux environs de 580 à Remoncourt, dans une famille de Leudes (membres de l'aristocratie mérovingienne), son père Romulf, général austrasien, fut un soutien de Théodobert II, l'un des fils de la reine Brunehaut. Celui-ci perdit la bataille de Tolbiac contre son propre frère Thierry II, qui s'empara de Metz et fit périr les fidèles de Théodobert, dont le père de Romaric, et s'empara de leurs biens.

### Homme politique
Selon la tradition, Romaric fut élevé à la cour d'Austrasie, et occupait un poste important à la cour de Théodobert II, riche et possédant des terres. Il est pressenti par certains historiens comme un noble intriguant dans la cour d'Austrasie, fin stratège visant une bonne place au sein delà cour royale. Jonas, dans sa vie de saint Colomban parle de lui comme "un des plus hauts dignitaires de la Cour " (ch 10, 13). Cependant à la mort de Théodobert, la reine Brunehaut lui confisqua tous ses biens, et Romaric multiplia les démarches humiliantes pour les récupérer, ce qui se passa.
Certains historiens ne prennent pas pour une vérité historique son mariage et l'existence réelle de ses filles, qui remplissent cependant une place importante dans les récits hagiographiques. Il fit partie d'un groupe de résistants à la reine Brunehaut, avec Pépin de Landen et Arnoulh de Metz , véritable mouvement d'insurrection qui eut une réelle influence décisive dans la victoire de Clotaire II sur la fameuse reine.
Lorsque les affaires changèrent de face, et revenu en grâce à la cour, il resta convaincu de l’instabilité des choses humaines et fut converti à la vie monastique par Amé, disciple de Colomban, venu de Grenoble.

### La vocation de Romaric
Après s'être investi dans la recherche du pouvoir et des richesses, avoir pris des risques importants dans la résistance à la reine Brunehault, Romaric ne reçut pas grande récompense de Clotaire II, qui se méfiait de ces intrigants versatiles… et n'accorda pas trop de pouvoir à ces hommes « dont seul l'opportunisme avait fait ses alliés ». Ainsi Romaric ne fut-il pas écœuré des manœuvres et basses stratégies de pouvoir, des intrigues de palais  et aspira alors à une vie plus dépouillée et centrée sur une valeur supérieure, et donc la vie monastique, qui l'attirait depuis longtemps. Certains historiens récents semblent penser dans la création d'un monastère particulier (différent de celui de Luxeuil) Romaric pouvait être tenté de résister au mouvement d'annexion et d'unification de Clotaire II, en « cultivant un régionalisme austrasien » (cf Bruno Dumézil, La reine Brunehaut).
Les sources hagiographiques soulignent davantage la vertu de Romaric, très religieux et pieux, sans cesse tourné vers l'absolu et la charité, comme si sa vocation religieuse était déjà inscrite dans son être profond, et le préparait à la rencontre de saint Amé. C'est effectivement saint Amé qui fut le fer de lance et le déclencheur efficace de sa conversion à la vie monastique. La tradition nous informe qu'il désirait depuis longtemps se rendre à Lérins avec son ami Arnoul. Lérins était un monastère célèbre, très ancien, au prestige immense, fondé par saint Honorat au large de Cannes. Mais ce projet ne fut pas réalisé. La visite de saint Amé à la cour de Metz et sa vibrante prédication a profondément ému Romaric qui vendit tous ses biens et suivit saint Amé à Luxeuil, avec certains de ses serviteurs, d'après la tradition hagiographique. Les circonstances pittoresques de cette conversion n'ont d'autre but que de démontrer l'électro-choc de la parole libératrice de saint Amé encore indécise de Romaric.
Devenu moine à Luxeuil, dans les Vosges, il fonda avec lui au Saint-Mont un monastère double (moines au bas de la montagne, religieuses au sommet, monastère fondé par deux de ses filles) qui s’appellera Romarici Mons et deviendra l’actuelle Remiremont. C’est là qu’il est mort en 653.
Saint Amé, moine-ermite, formé à l'abbaye de Saint-Maurice-d'Agaune en suisse, fut ramené par Eustaise à Luxeuil et fut envoyé en mission d'évangélisation et arriva à la cour de Metz (capitale de l'Austrasie) : ce personnage remarqué par sa pratique assidue de l'ascèse la plus rude et la solitude absolue, put ainsi devenir le guide de Romaric. Il vint faire à Luxeuil, au monastère colombaniste irlandais célèbre, comme un noviciat, pendant quelque temps.
Il semble en effet que ce ne soit qu'une période de « formation » en vue de se consacrer à un projet commun avec saint Amé et l'aval d'Eustaise : la fondation d'un nouveau monastère de femmes, sur une propriété qu'il aurait conservée, sur une montagne vosgienne à la frontière de l'Austrasie, lieu de solitude idéal. C'est ensuite la deuxième tranche de vie de Romaric qui commence : le fondateur en 620 avec saint Amé, ensuite à la mort de celui-ci en 627 la responsabilité de l'abbaye royale et de son essor, à travers les épreuves multiples et la mise en scène de sa vie par les biographes, saga édifiante et exemplaire.

## Culte du saint
Ce saint fondateur reçut une immense vénération qui perdura à travers les siècles, et les pèlerinages sur la montagne sainte furent nombreux . Il occupa une place importante et essentielle dans la liturgie des Chanoinesses qui continuèrent à se réclamer de son origine en dépit de leur vie bien peu "monastique".
Les reliques de saint Romaric, avec celles de saint Amé, furent transférées à l'abbaye des Chanoinesses dans la vallée (cf la translation des corps saints dans la vallée : p. 174/175 in "d'une Réforme à l'autre 816/934..." de Michèle Gaillard éd La Sorbonne, 2006). Mais les pèlerins continuèrent de venir nombreux au Saint-Mont pour prier même sur des tombeaux vides . Si ces pèlerinages subsistent encore parfois aujourd'hui, ils sont organisés en l'honneur de saint Amé, sainte Claire, sainte Sabine… Mais la vénération du saint fondateur s'est quelque peu émoussée.
C'est cependant lui qui donna le nom de la ville qui fut créé en son nom : Romarici Mons, depuis peut-être l'an 870 .